# ニューロンドン (テキサス州)

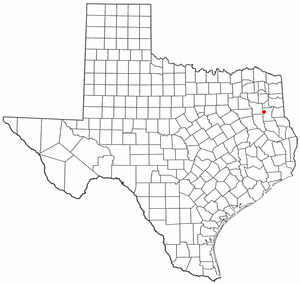

ニューロンドン(New London)は、アメリカ合衆国テキサス州のラスク郡にある都市。人口は2000年の国勢調査で987名であった。 
1937年3月18日に発生したニューロンドン学校爆発事故は300名以上の死者（大半が子供）を出した。この事故はその後通常無臭である天然ガスに識別用の臭いを付けるという法律の制定に結びついた。
ニューロンドンは以前は単に「ロンドン London」と呼ばれていた。しかしながらアメリカ合衆国郵政省はすでにテキサス州キンブル郡のロンドンに郵便局を開局しており、町は1931年にその名称を「ニューロンドン」へ変更した。